# Achelia kurilensis
Achelia kurilensis là một loài nhện biển trong họ Ammotheidae. Loài này thuộc chi Achelia. Achelia kurilensis được miêu tả khoa học năm 1961 bởi Losina-Losinsky.